# Supă

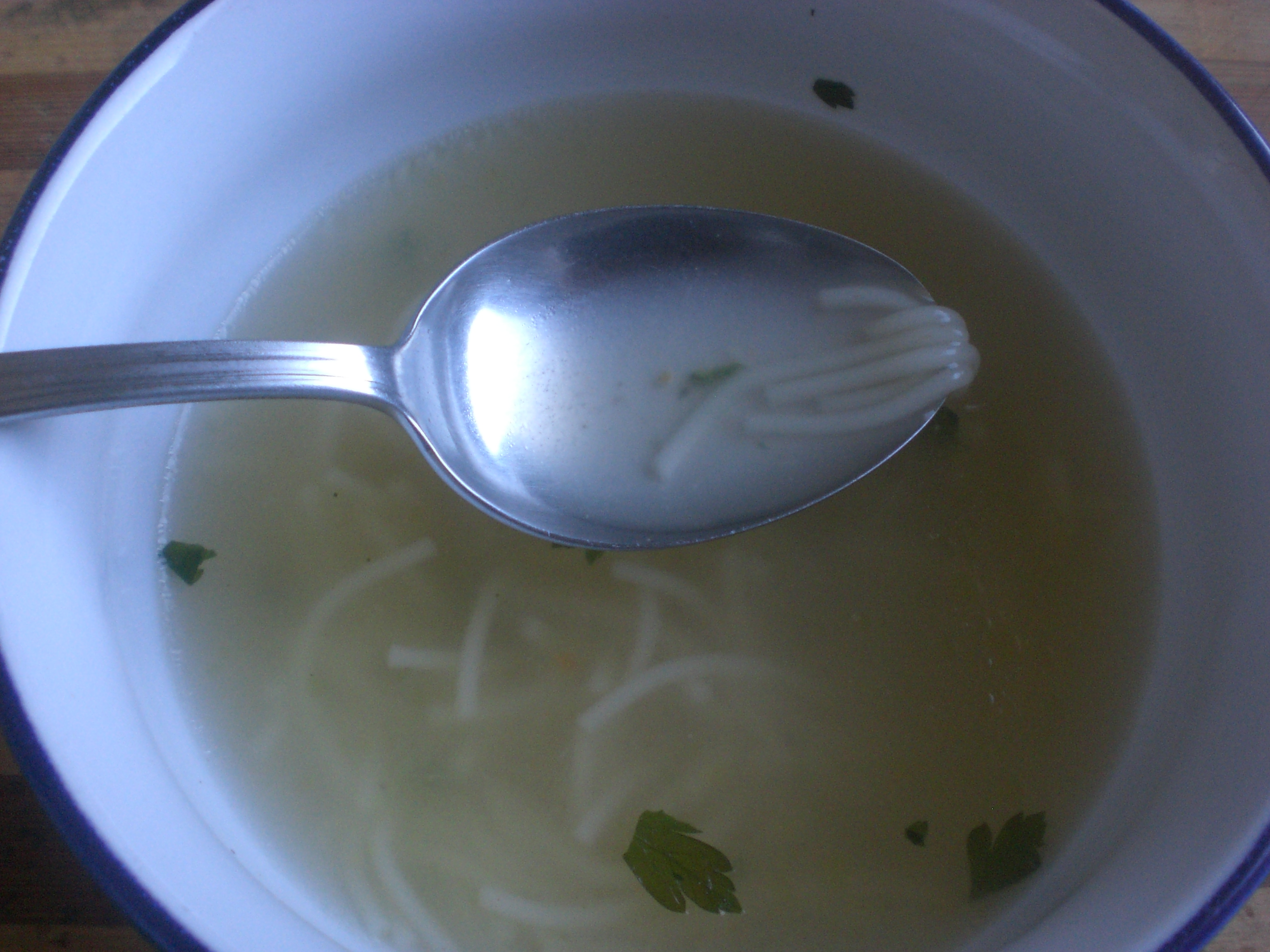
Supă cu tăieței

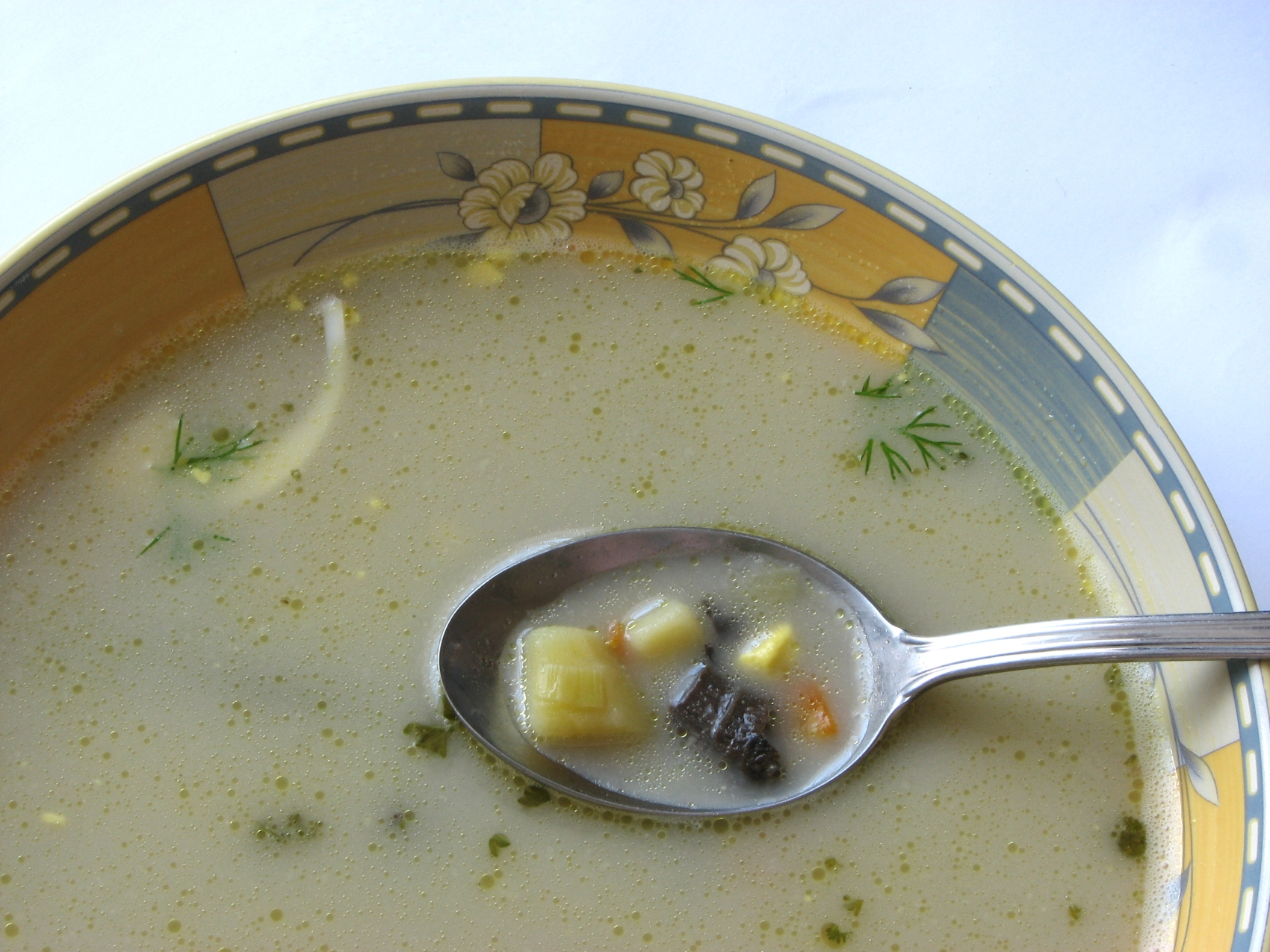
Supă poloneză cu ciuperci

Supa este o fiertură de legume sau de carne cu legume la care se pot adăuga tăiței, zarzavaturi, precum și mirodenii. Supa poate fi servită ca atare sau strecurată; există de asemenea și supe creme. Datorită faptului că supa nu este înăcrită, cum ar fi cazul ciorbelor, supa strecurată este alimentul recomandat în dieta postoperatorie (primele zile) și pentru bolnavii în stare gravă.
Există, față de gastronomia tradițională românească, unele supe recunoscute geografic ca specialități naționale: minestrone (Italia), supa de ceapă (Franța), supa de vișine (Ungaria).